# Scudo des États pontificaux
Le scudo est la monnaie officielle des États pontificaux de 1531 à 1866, remplacée par la lire pontificale.

## Histoire

### Avant 1531
Du XIe siècle au XIIIe siècle, les principales monnaies circulant à Rome sont émises par l'autorité papale. Toutes les émissions portent la mention « SPQR », senatus populusque Romanus, « au nom du Sénat et du peuple romain ». La monnaie frappée au château Saint-Ange imite les deniers du royaume de France, qui abondent dans les caisses papales du fait des collectes organisées au nom des croisades. Sous le règne de Philippe le Bel, la cour pontificale s'installe en Avignon. En 1305, est émis pour la première fois un baiocco, petite monnaie de cuivre ; dix baiocchi font un gros d'argent. Le terme baiocco vient de la ville de Bayeux, où furent frappés les premiers deniers carolingiens (Charlemagne fut couronné à Rome par le pape Léon III). Les monnaies portent alors la mention sanctus Paulus et Petrus (en référence à saint Paul et saint Pierre). Entre 1156 et 1471, la monnaie de compte est la lire (pesant une livre d'argent alignée sur le marc français), divisée en 480 deniers (denaro, au singulier). En 1378, le pape Clément VII est le premier à faire frapper des écus d'or, imitant les écus français. Avant 1484, le pape Sixte IV est le premier à faire figurer son portrait de profil sur ses émissions monétaires ; appelées testons, ces pièces d'argent valent 30 baiocchi.

### Après 1531

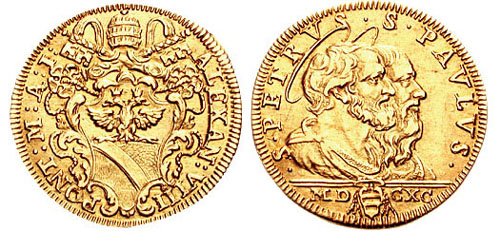
Scudo d'or (Rome, 1690) frappé sous Alexandre VIII, or, 3.3 g, aux armes du pape (à gauche) et figurant Pierre et Paul (à droite).

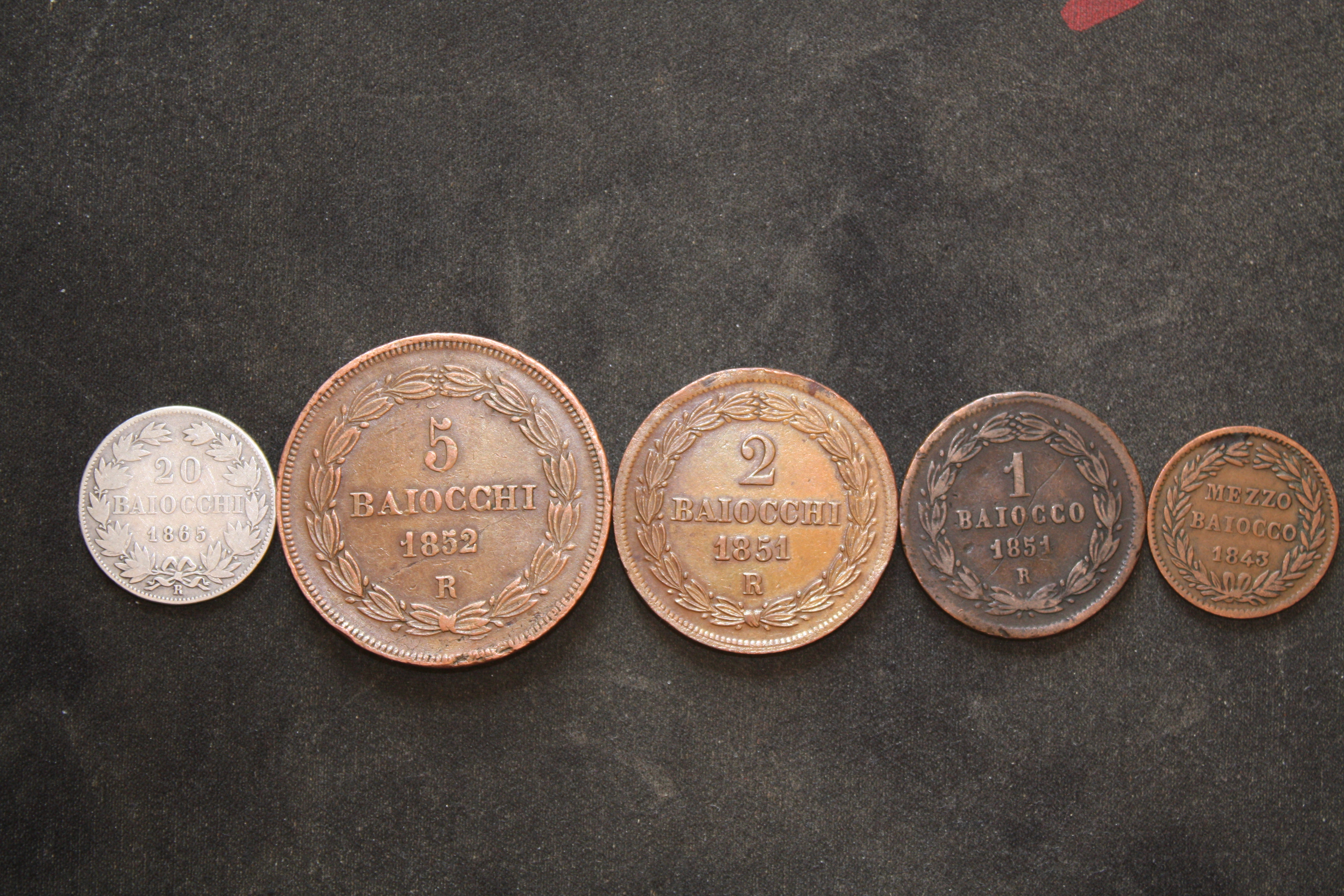
Pièces émises entre 1848 et 1866.

Charles Quint s'empare de Rome en 1527 et décide de réformer la monnaie papale. En 1531, il impose l'émission du scudo (scudi au pluriel en italien) comme seule unité monétaire des États pontificaux. Au change, il faut 1 scudo et 9 baiocchi pour un ducat d'or du Saint-Empire, ou 1 scudo et 11 baiocchi pour un florin, émis à Florence, ou sequin (zecchino) d'or vénitien. Des zecchini papaux en or sont également émis. Vers 1555, le pape Marcellus II introduit l'usage de faire figurer sur les pièces l'année civile d'émission, l'année du règne pontifical, et la valeur monétaire. Vers 1665, le pape Alexandre VII transfère l'atelier monétaire du palazzo della Zecca Vecchia, devenu la Banco di Santo Spirito à un autre endroit à Rome, où il fait introduire la frappe au balancier,.
À cette époque, se met en place un système de monnaie divisionnaire assez complexe : 100 baiocchi de cuivre donne 1 scudo d'argent. Il existe des quatrino, valant 4 baiocchi ; la pièce de 2,5 baocchi s'appelle une paludella ; la pièce d'argent de 1 carlino vaut 1/16e de scudo et pèse 2,5 g ; la pièce d'un grosso en argent vaut 5 baiocchi ; la pièce de 1 bolognino en argent vaut 1/8e de scudo : celle de 1 testone en argent vaut 30 baiocchi ; et enfin est frappée une pièce de 1 scudo en argent pesant environ 24 g. La papauté émet des pièces en or de 1 zecchino, et de 2 et 3 zecchini ; la plus grosse pièce d'or fut émise en 1777, appelée quadrupla, pesant 10,9 g,.
En 1795, les autorités papales, en pleine déroute financière, émettent leurs premiers papiers monétaires, indexés sur la valeurs des objets déposés au Mont-de-Piété romain.
En 1808, le franc français devient la monnaie officielle. En 1815, après l'occupation française, le scudo est restauré, divisé en 20 soldi ou 100 baiocchi. Les dénominations des types intermédiaires ne sont plus frappées mais continuent de circuler. Une pièce en or de 1 scudo est frappée entre 1853 et 1857, pesant 1,733 g à 900/1000e.
En 1866, le scudo est remplacé, sous la pression de l'État italien, par la lire pontificale, divisée en 100 centesimi ou 20 soldi, à parité avec la lire italienne et le franc français. Cette monnaie ne dura que cinq années,.